# Guincho-comum

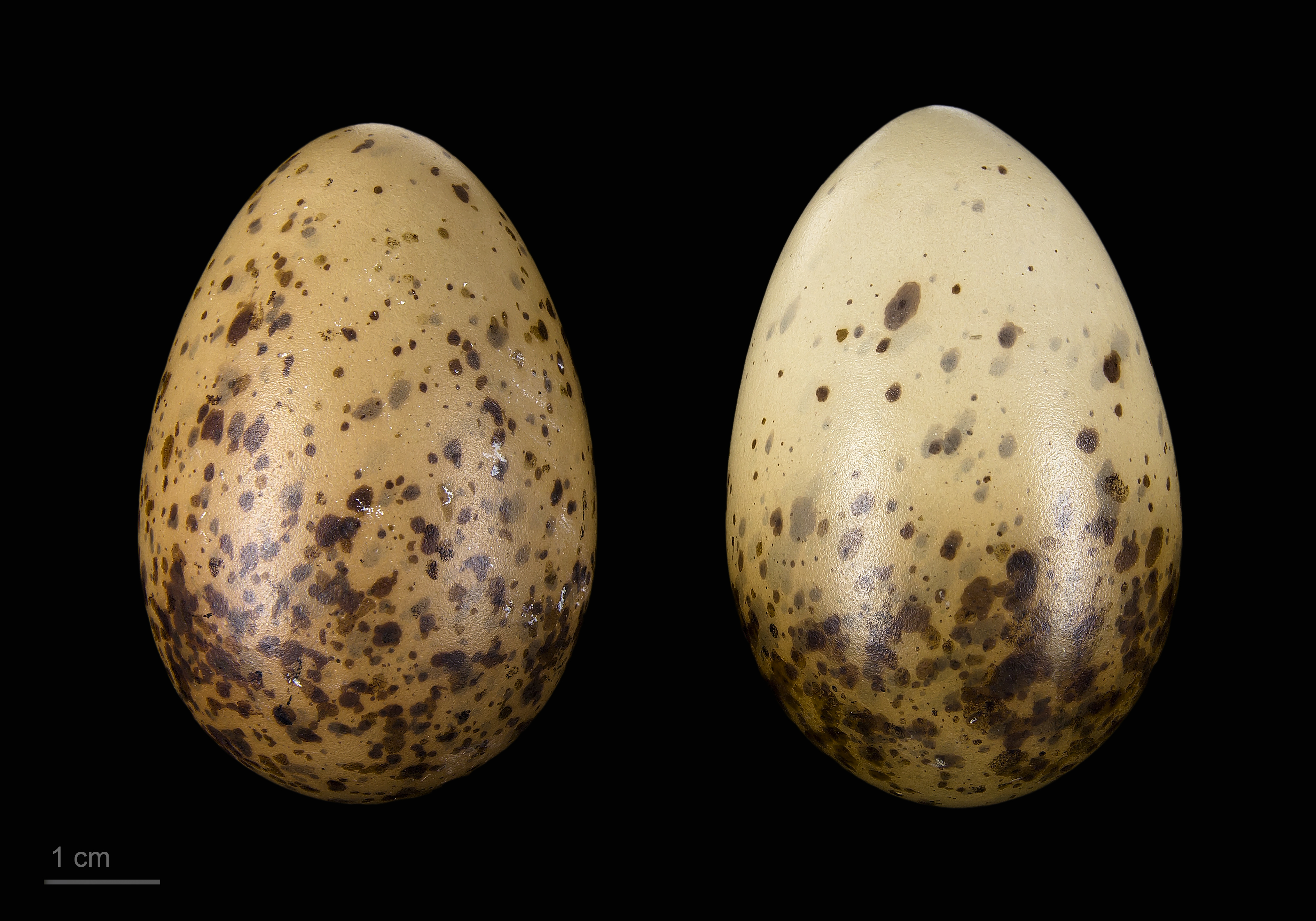
Chroicocephalus ridibundus - MHNT

Chroicocephalus ridibundus, comummente conhecido como guincho-comum ou simplesmente guincho (não confundir com as espécies Apus apus e Pandion haliaetus, que consigo partilham este nome comum), é uma pequena gaivota, pertencente ao género Chroicocephalus e à família Laridae.
A partir de Março, os adultos envergam a plumagem nupcial, com um característico capuz cor de chocolate.
Nidifica no norte e no centro da Europa e é parcialmente migrador. Em Portugal ocorre principalmente como invernante.

## Nomes comuns
Dá ainda pelos seguintes nomes comuns: chapalheta, garragina, gagosa, garrincho-comum (ou simplesmente garrincho), mascateira

## Subespécies
A espécie é monotípica (não são reconhecidas subespécies).